# Фреденсборг

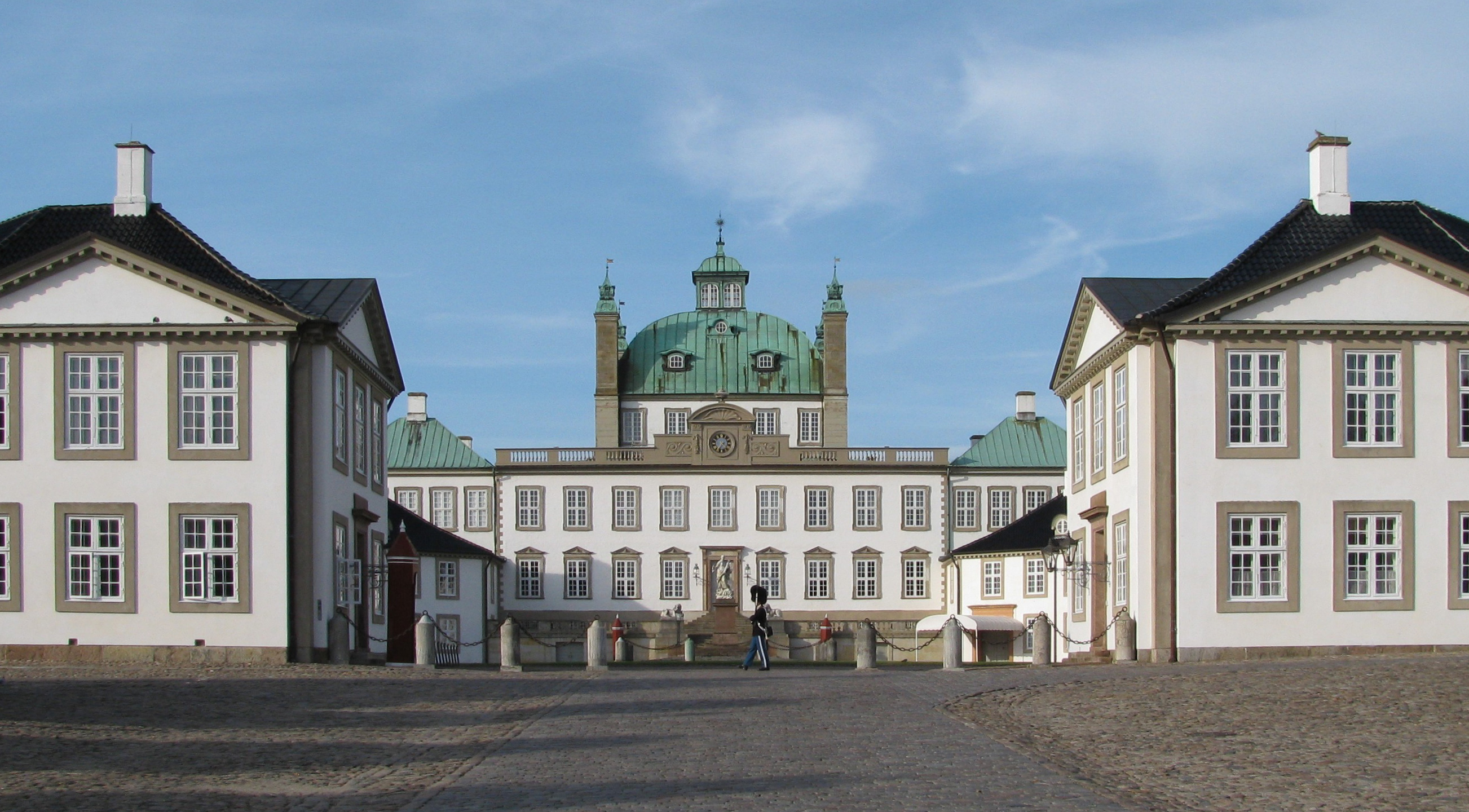
Палац Фреденсборг, краєвид з двору

55°58′57.37″ пн. ш. 12°23′42.96″ сх. д. / 55.9826028° пн. ш. 12.3952667° сх. д.
Фреденсборг (дан. Fredensborg Slot, з данської — «замок світу») — палац на данському острові Зеландія, розташований за 30 км від Копенгагена, є весняною та осінньою резиденцією данської королівської родини і однією з найбільш використовуваних резиденцій данських монархів. Був побудований як мисливська садиба короля Фредеріка IV.
Палац розташовано у громаді Фреденсборг повіту Північна Зеландія північніше Копенгагена.

## Історія
Наприкінці Північної війни данський король Фредерік IV доручив архітектору Йохану Корнеліусу Крігеру, який працював королівським садівником в замку Розенборг, побудувати невеликий палац в районі ферми Еструп (дан. Østrup). Будівництво розпочалось у 1719 році і тривало по 1726 рік. Король особисто брав активну участь у плануванні будівлі та палацового парку і ретельно стежив за будівництвом. Відповідальним за будівництво був Йохан Конрад Ернст, який також керував будівництвом палацу Фредеріксберг.
Головна будівля палацового комплексу була розташована в центрі так званої «мисливської зірки» (дан. jagtstjerne) — декількох прямих пересічних доріжок в мисливському угідді. Під час полювання було дозволено стріляти уздовж цих доріжок, які розходилися від центру. Головна будівля побудована у стилі французького бароко у півтора поверху, зал під куполом мав розміри 15 × 15 м і висоту 27 м і був оздоблений С. Є. Брено і Хендріком Кроком. Ця будівля була закінчена у 1722 році і відкрита 11 жовтня 1722 року в день 51-річчя короля.
Перед головною будівлею розташований восьмикутний двір, що був оточений одноповерховими крилами. Зі східного боку двору був розташований майданчик для їзди верхи і довгі конюшні. Зі східного боку до головного будинку примикала оранжерея і так званий «будинок маркграфа». Оранжерея була сполучена з головною будівлею невеликим секретним проходом, щоб монархи і придворні могли проходити в каплицю «не замочивши ніг».

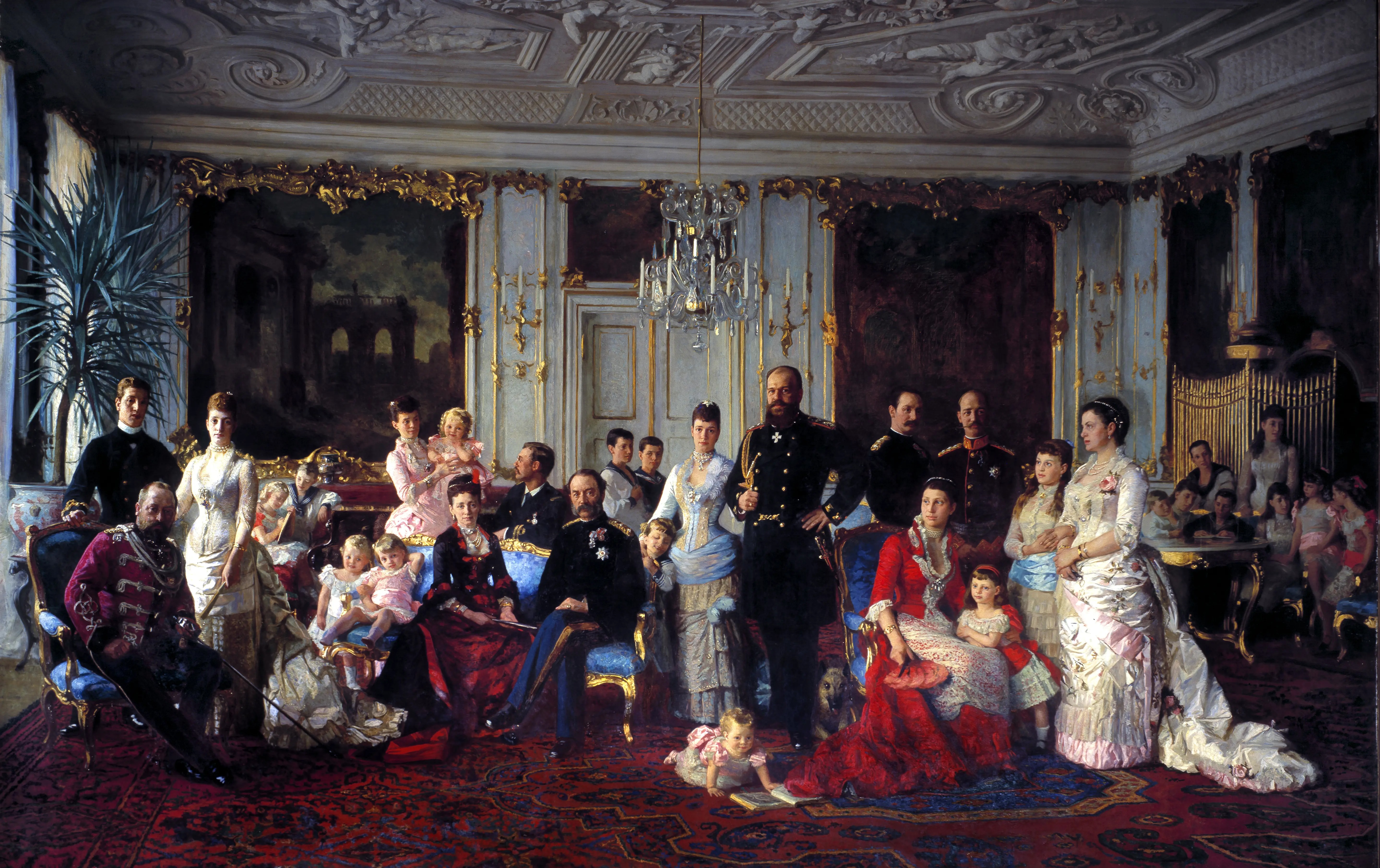
Лауріц Туксен, «Крістіан IX, король Данії, з родиною» в інтер'єрі палацу Фреденсборг

Каплиця і крило для придворних (дан. kavalerfløj) мають риси голландського бароко і рококо і були побудовані у 1724—1726 роках. Над капличкою височить мідний шпиль, а її фасад був прикрашений пілястрами і фронтоном з вигравіюваним бюстом Фредеріка IV.
Палац розширювався протягом першої половини XVIII ст., але зберіг основну структуру. Крігер закінчив роботу над палацом зі зведенням «нової будівлі судової канцелярії» в 1731 році. Вона примикає до південної сторони майданчика для верхової їзди. Цю будівлю як свою резиденцію використовувала королева Інгрід. Зараз вона реставрована і з 2004 ріку є весняною і осінньою резиденцією короля Фредеріка.
Найважливіша перебудова була проведена у 1741—1744 роках, коли Лауріц де Тура (Lauritz de Thurah) підняв дах головної будівлі палацу. Похилий дах був замінений на плоский. Також була зведена балюстрада. В 1751 році де Тура перебудував оранжерею в резиденцію для придворних дам. В 1753 році Нільс Ейгтвед розширив палац, додавши до головного будинку чотири симетрично розташованих кутових павільйони з мідними пірамідальними дахами.
Після смерті королеви Юліани Марії в 1796 році палац рідко використовувався до правління короля Крістіана IX, який неодноразово жив у ньому впродовж тривалого часу.

## Сучасний стан
Нині палац Френенсборг є весняною та осінньою резиденцією данських монархів. Тут святкуються важливі для королівської сім'ї події — весілля, річниці, дні народження. Королева влаштовує урочисті приймання на честь глав іноземних держав та урядів, які відвідують Данію, а також проводить церемонії прийняття вірчих грамот від іноземних послів.
Існує традиція, що якщо глава іноземної держави проводить ніч у палаці Фреденсборг, він повинен нашкрябати своє ім'я діамантом на віконному склі. За наказом королеви палацова каплиця відкрита для парафіян і в ній проходять недільні служби.

## Сади і парк
Палацові сади Фреденсборгу виконані в стилі бароко, займають площу 300 акрів і є одними з найбільших садів Данії. Вони також були спочатку розроблені Кригером, але розширювалися і змінювалися протягом всього XVIII ст. У 1970—1990 роках були відновлені довгі прямі алеї, що променями розходяться від замку. Між ними розкинулися широкі засаджені деревами ділянки з хвилястими доріжками.
У парку розташовано безліч скульптур. Особливий інтерес становить Норвезька долина (дан. Nordmandsdalen), в якій перебувають 68 скульптур норвезьких та фарерських фермерів та рибалок.
Частина парку, суміжна з палацом, відкрита для публіки тільки в липні. Решту часу в ній мають право перебувати тільки члени королівської сім'ї. Тут розміщені сади, де вирощують овочі для королівського двору, і нова оранжерея, відкрита у 1995 році. Сади були знову відкриті у вересні 2002-го після ґрунтовних реставраційних робіт.

## Галерея

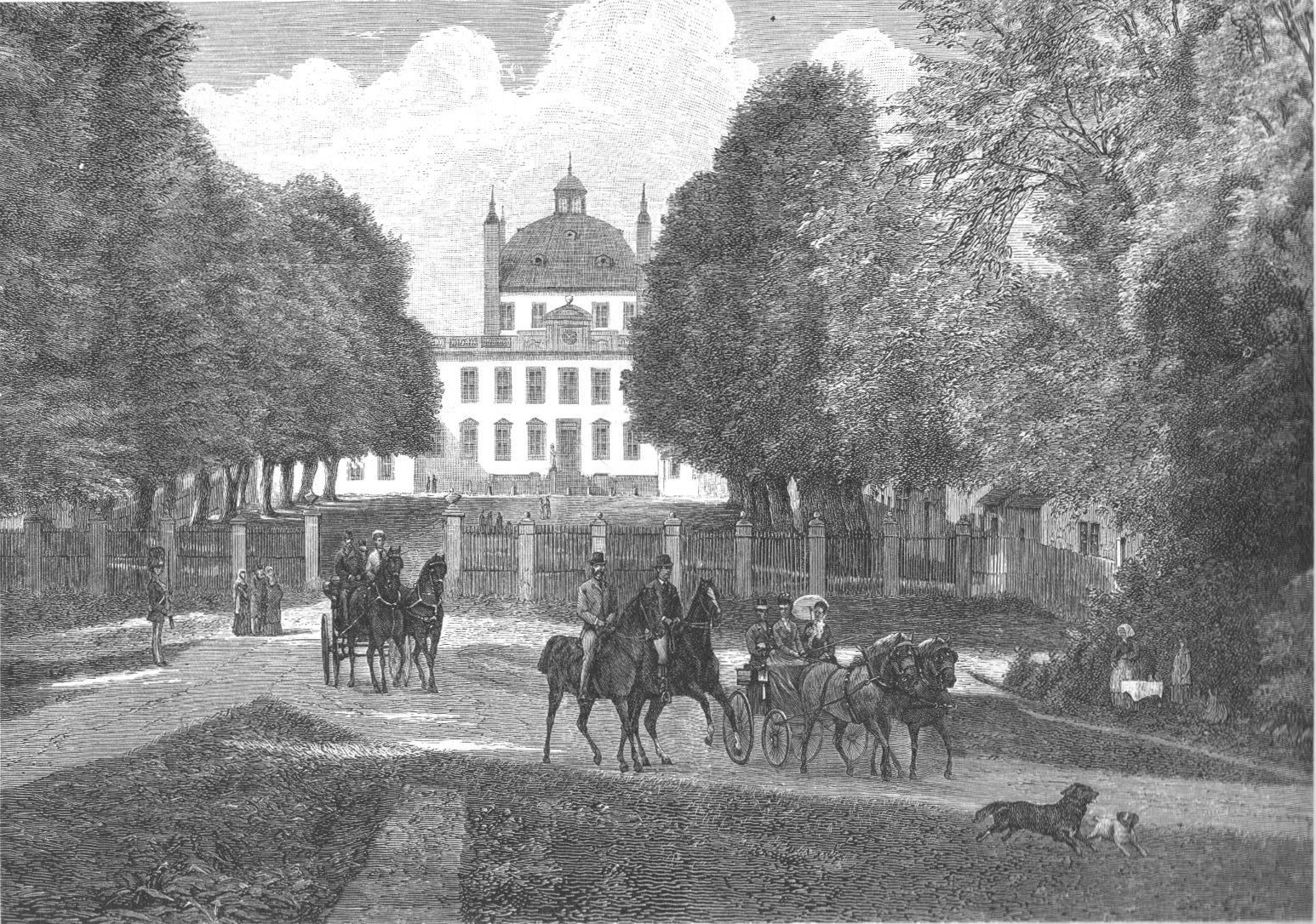
Палац у 1880 році
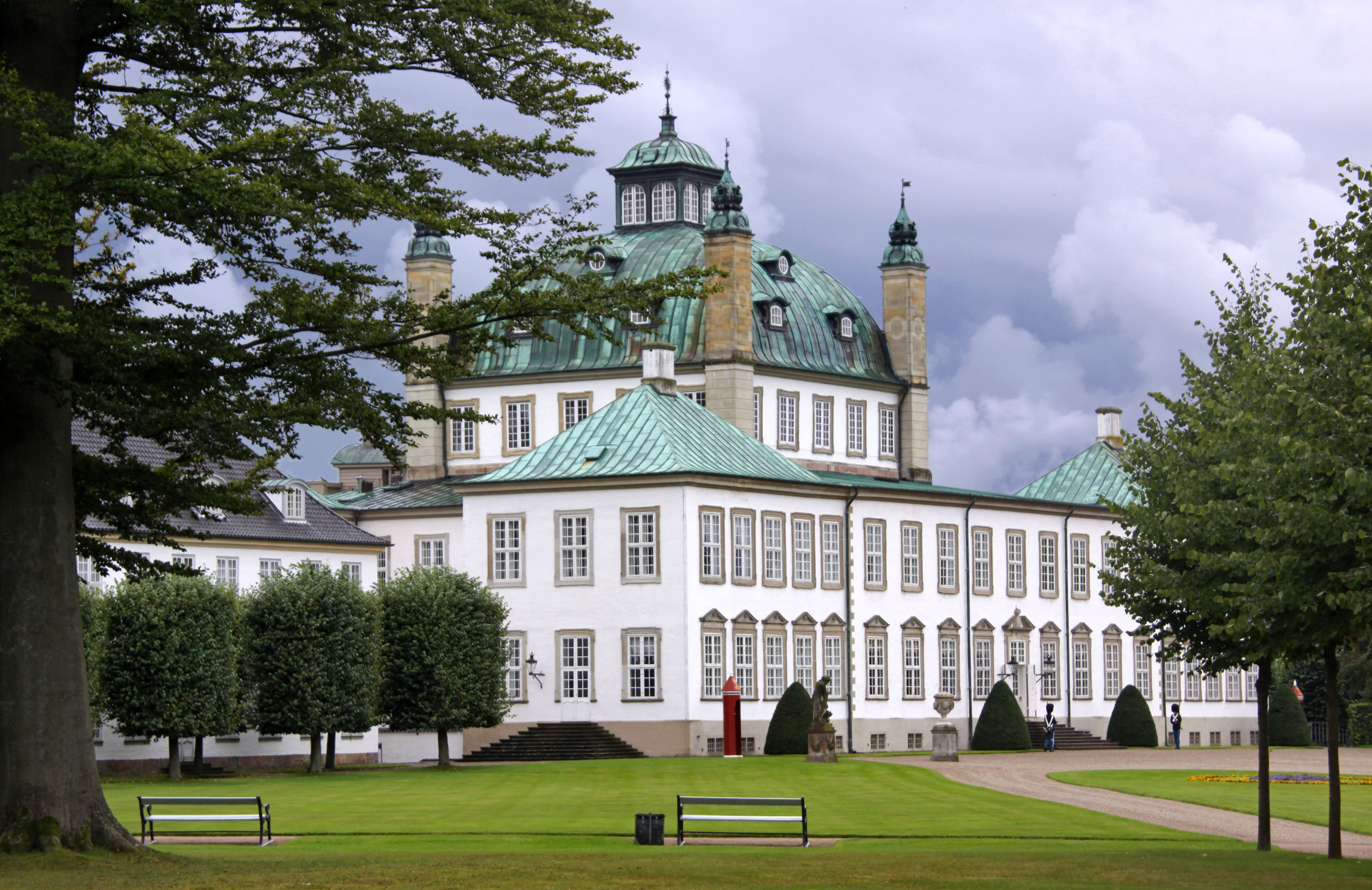
Палац Фреденсборг зі сторони парку
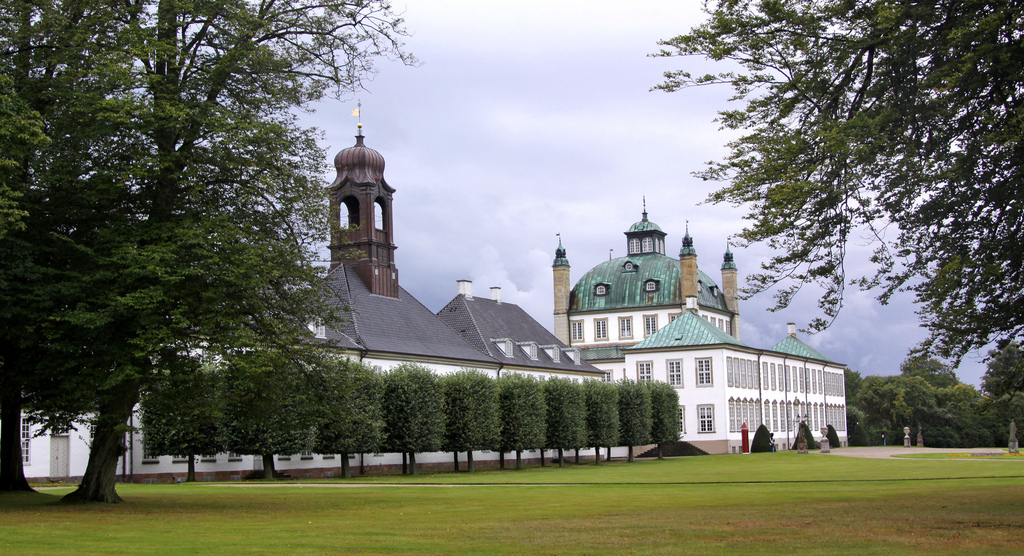
Палац Фреденсборг і каплиця, кваєвид з парку
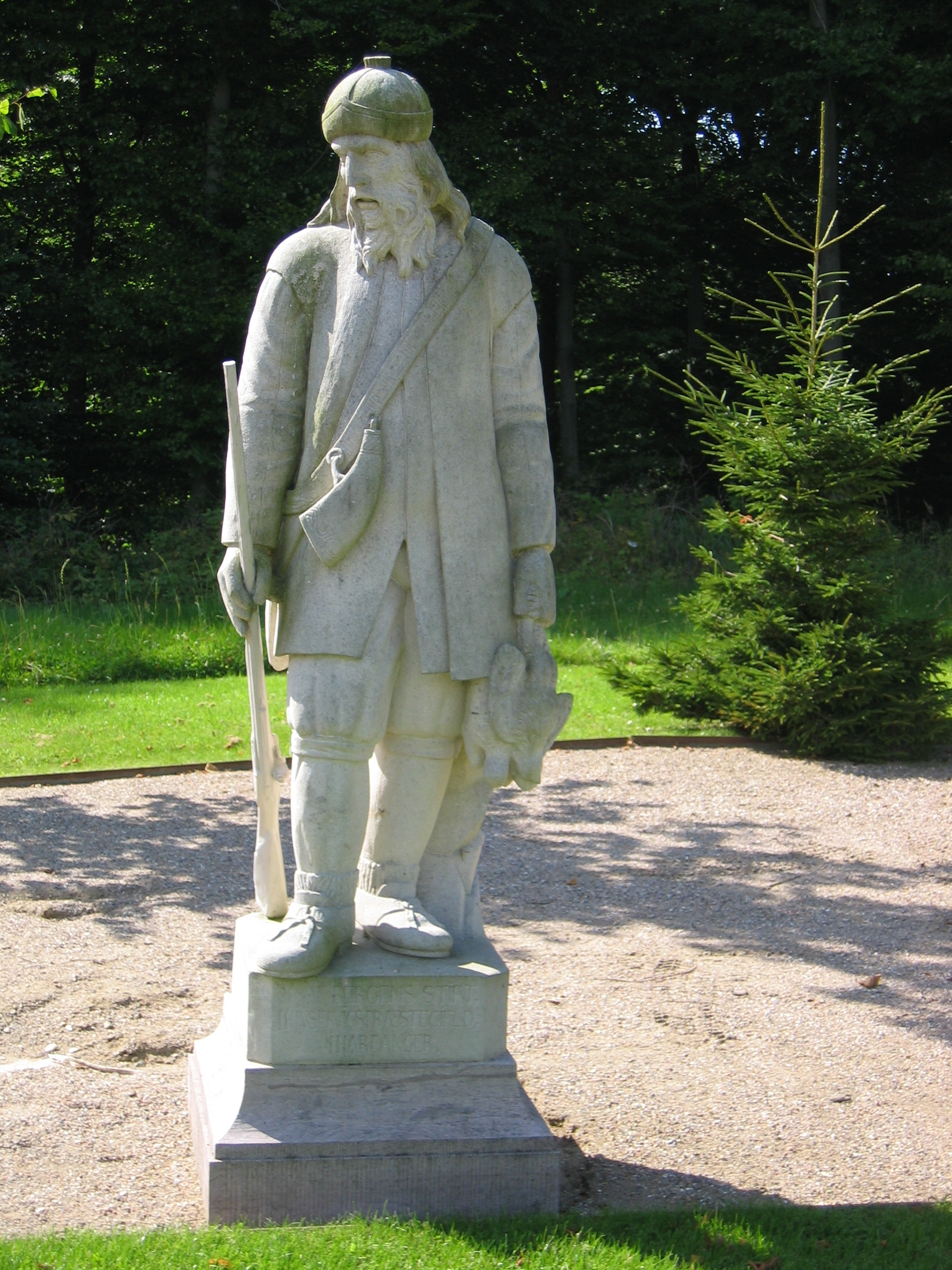
Скульптура з Норвезької долини
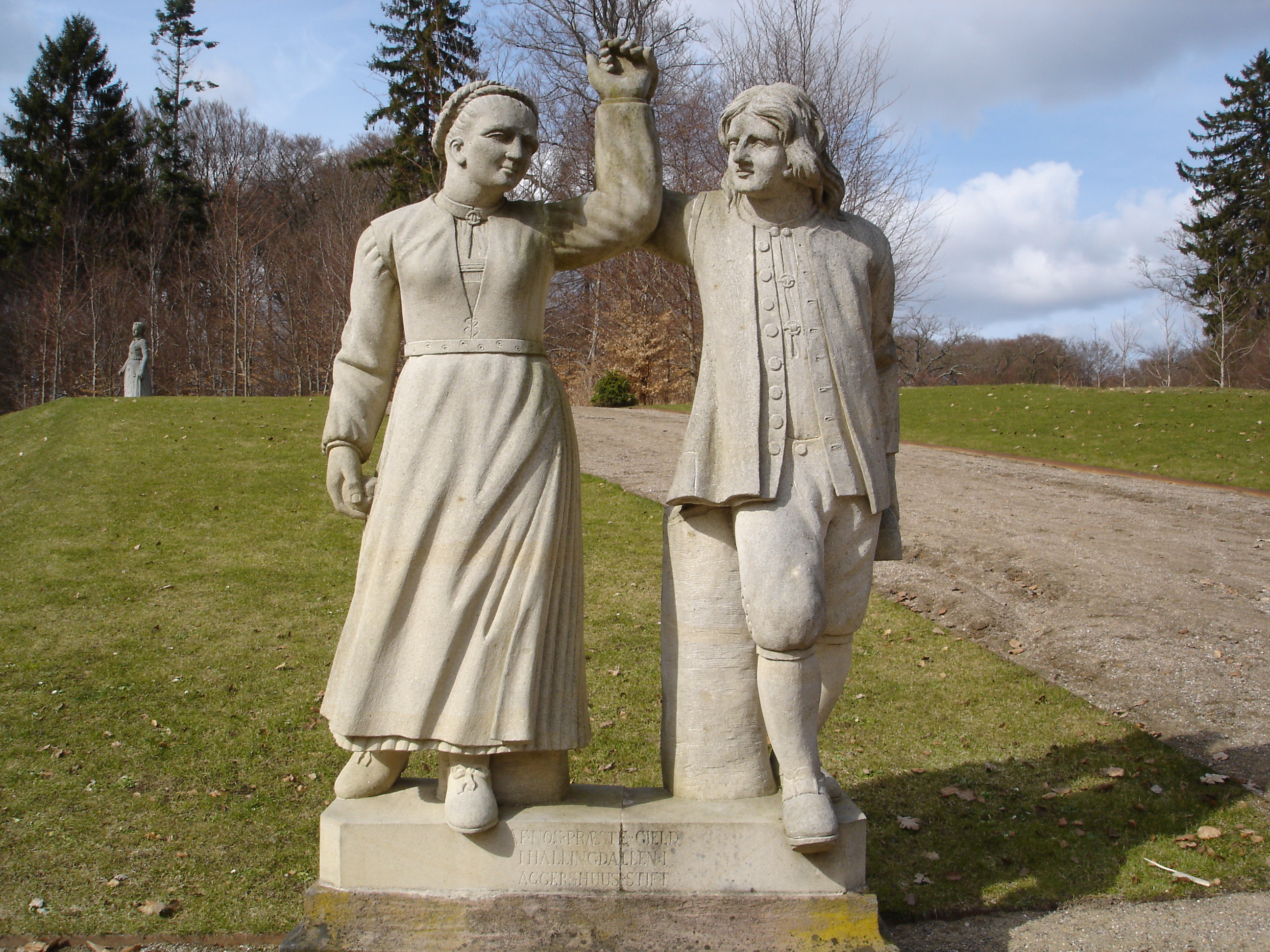
Скульптура з Норвезької долини